# كيم هيونغ-سوك
كيم هيونغ-سوك: لاعب كرة قدم ومدرب سابق من كوريا الجنوبية: (من مواليد 29 سبتمبر 1958).
لعب في دوري كوريا الجنوبية لكرة القدم لنادي ألسان هيونداي وجيجو يونايتد في كوريا الجنوبية وكان ضمن تشكيلة المنتخب الكوري الجنوبي في تصفيات كأس العالم عام 1986.

## وصلات خارجية
- كيم هيونغ-سوك على موقع الاتحاد الدولي (مؤرشف)  (الإنجليزية)
- كيم هيونغ-سوك على موقع دوري كوريا الجنوبية (الإنجليزية)
- كيم هيونغ-سوك على موقع قاعدة بيانات كرة القدم.إي يو (الإنجليزية)
- كيم هيونغ-سوك على موقع ناشيونال فوتبول تيمز (الإنجليزية)